# Круглов, Лев Михайлович
Лев Михайлович Круглов (28 июля 1929 Комсомольский район, Ивановская область, РСФСР, СССР — 10 октября 2011, Иваново, Российская Федерация) — советский партийный и государственный деятель, председатель исполкома Ивановского городского Совета (1974—1983).

## Биография
Окончил Московском индустриальном техникум. Работал инженером на заводе № 33 в Балтийске, Ивановском заводе расточных станков. Окончил Высшую партийную школу при ЦК КПСС.
В 1974 году был избран председателем исполкома Ивановского городского Совета. При его активном участии построен пивоваренный завод, ивановский Цирк, Музей первого Совета, памятники Борцам революции и О. А. Варенцовой, мемориальный комплекс на р. Талке, велось строительство киноцентра «Центральный».
С 1984 год по 1988 год являлся начальником областного управления кинофикации. Долгие годы был депутатом Ивановского городского и областного Советов, членом исполкома областного Совета, обкома, членом бюро горкома КПСС.

## Награды и звания
Круглов был награждён двумя орденами «Трудового Красного Знамени», орденом «Знак Почета», медалями «За доблестный труд в Великой Отечественной войне 1941—1945 гг.» Имел почетные грамоты обкома партии и облисполкома, Почетный знак Президиума Всероссийского Совета ветеранов, Почетный диплом Правительства Российской Федерации. Кроме того, ему было присвоено звание Почетного гражданина города Иваново.